# Autorisatie
Autorisatie in de informatica is het proces waarin een subject (een persoon of een proces) rechten krijgt op het benaderen van een object (een bestand, een systeem). De autorisatie wordt toegekend door de eigenaar van het object. Het meest gebruikte principe daarbij is need-to-know: je mag alleen zien wat je voor je functie nodig hebt. Een ander principe kan het 'open, tenzij'-principe zijn, waarbij alleen rechten beperkt worden op die onderdelen die kwetsbaar of waardevol zijn. Er bestaat een direct verband met administratieve organisatie.
Er zijn verschillende autorisaties beschikbaar. De meest bekende zijn het Lees-recht en het Schrijf-recht. Afhankelijk van het object zijn er meer rechten denkbaar. Het Uitvoer-recht is bijvoorbeeld beschikbaar voor applicaties. 
Het beheer van autorisaties is een kostbare aangelegenheid. Bij nieuwe individuen of functiewijziging, bij nieuwe systemen of nieuwe processen, moeten voor elk object de nieuwe of gewijzigde autorisaties worden ingesteld. Vaak wordt daarbij gebruikgemaakt van een Autorisatiematrix. Ook kan een Access Control List voor een object worden ingesteld.
Om de efficiëntie van het autorisatiebeheerproces te verhogen, worden rechten toegekend aan groepen, zodat niet elke individuele autorisatie hoeft te worden beheerd. De huidige term voor deze wijze van beheer is role-based access control.
Er zijn verschillende andere autorisatietechnieken. Verschillende daarvan zijn in de jaren tachtig van de twintigste eeuw ontwikkeld in Amerikaanse defensiekringen. Te denken valt aan Bell-LaPadula, Biba en Clark Wilson. Het eerste model betreft het waarborgen van vertrouwelijkheid, beide andere modellen richten zich op integriteit. Kernbegrip is labeling. Daarbij wordt aan elk object een label gehangen. Iemand mag het object pas benaderen als zijn autorisatie minimaal even hoog is als het gekoppelde label.